# Waldhausen
Waldhausen osztrák mezőváros Alsó-Ausztria Zwettli járásában. 2019 januárjában 1209 lakosa volt. 

## Elhelyezkedése

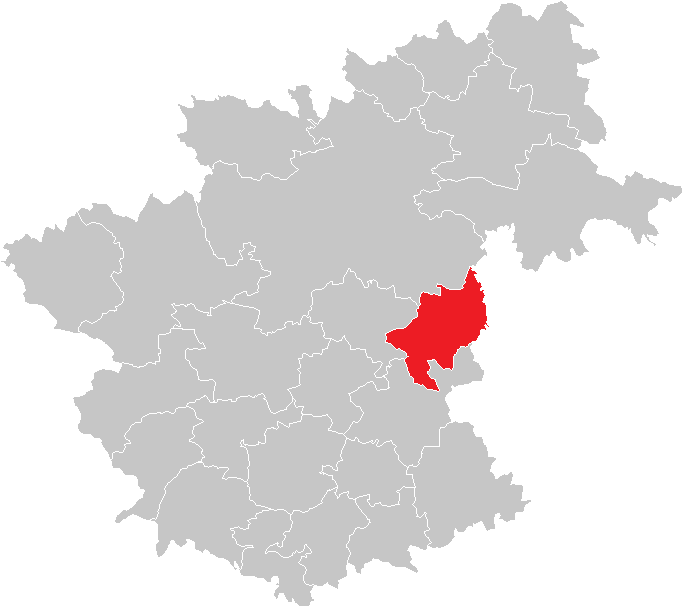
Waldhausen a Zwettli járásban

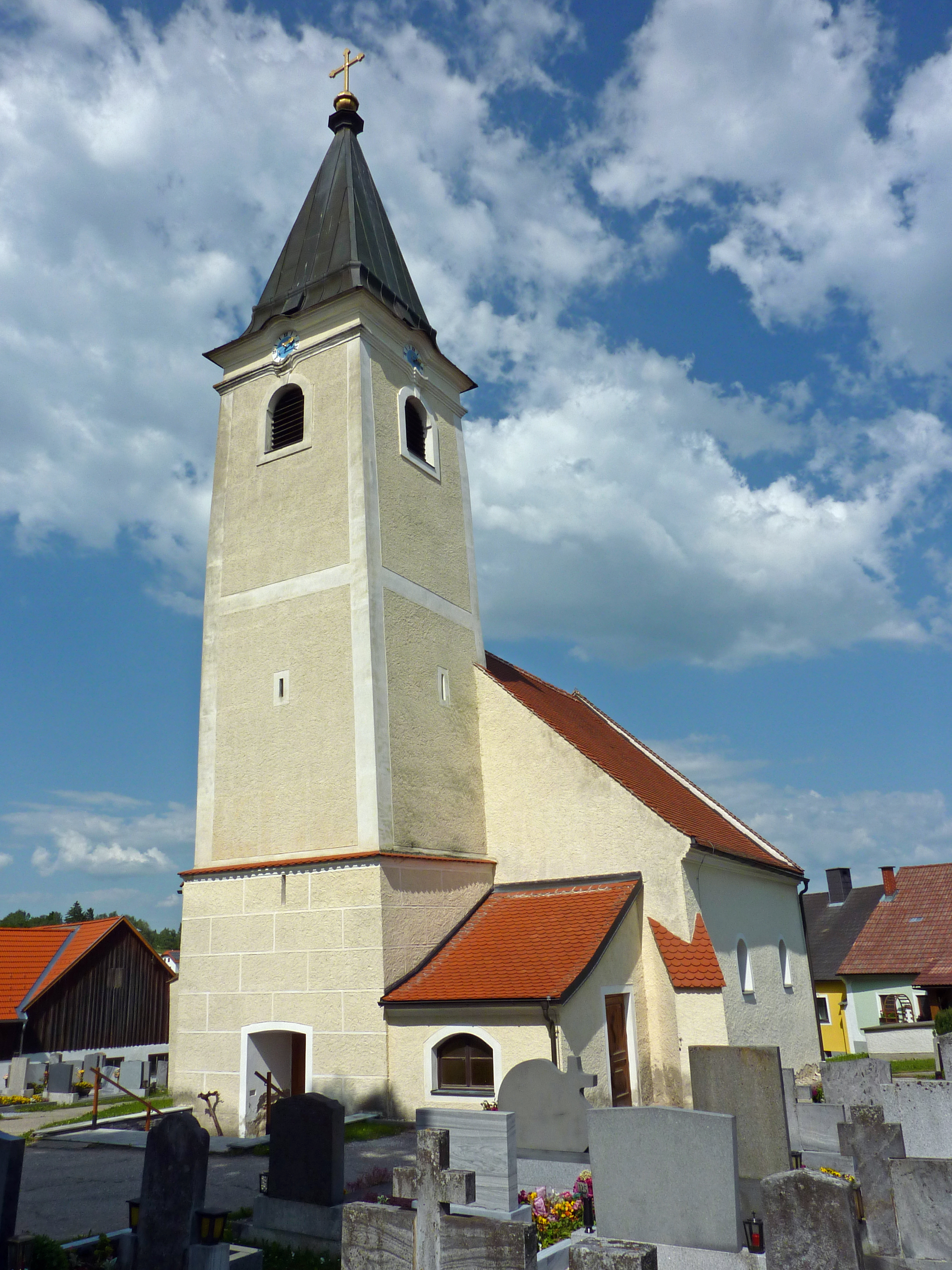
A Szt. Péter és Pál-plébániatemplom

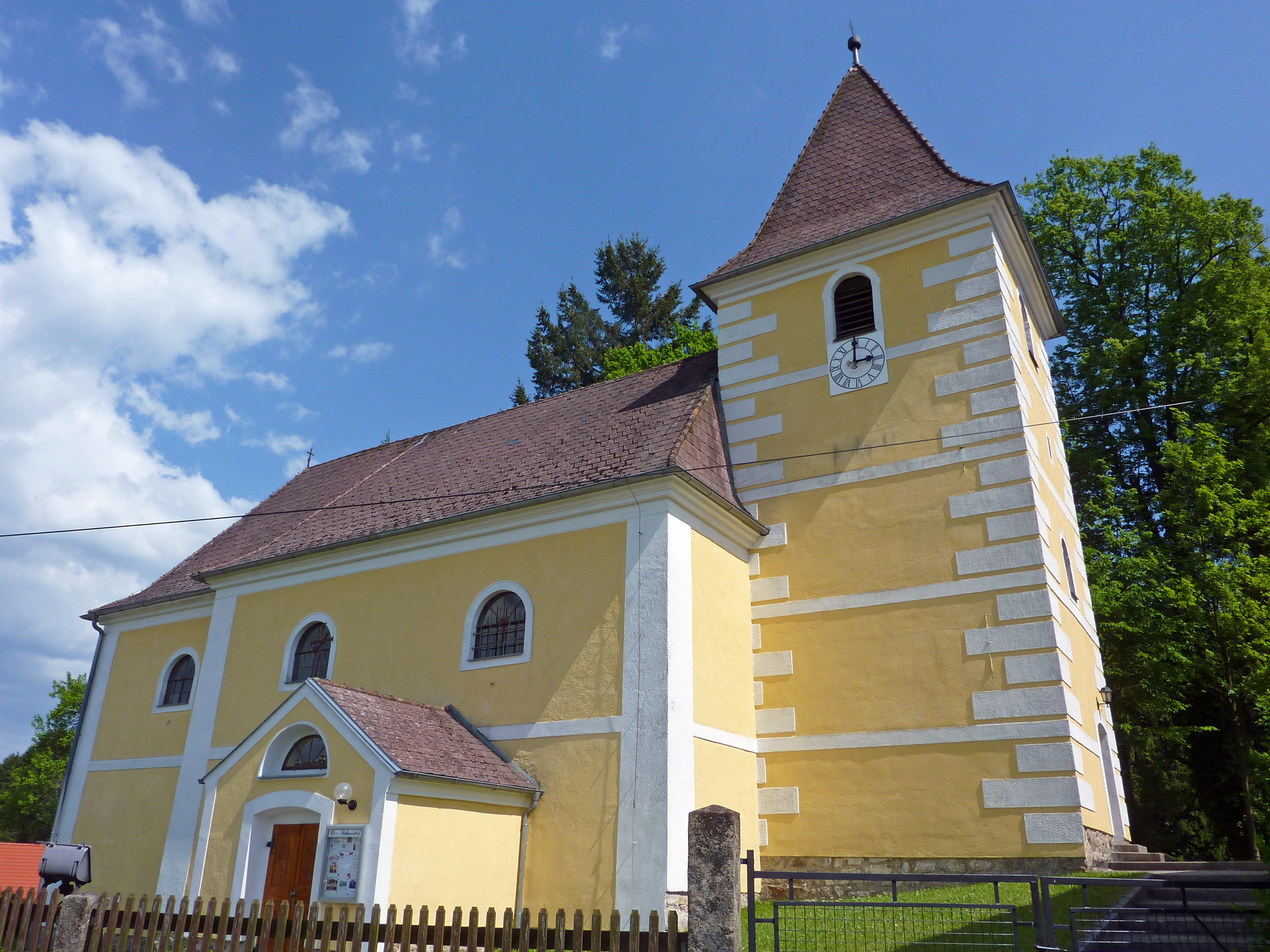
A niedernondorfi templom

Waldhausen Alsó-Ausztria Waldviertel régiójában fekszik a Purzelkamp folyó mentén. Területének 42,9%-a erdő. Az önkormányzat 12 településrészt és falut egyesít: Brand (199 lakos 2019-ben), Gutenbrunn (51), Hirschenschlag (55), Königsbach (98), Loschberg (60), Niedernondorf (137), Niederwaltenreith (37), Obernondorf (131), Rappoltschlag (87), Waldhausen (212), Werschenschlag (77)  és Wiesenreith (65). A kataszteri közösségek Brand, Hirschenschlag, Königsbach, Loschberg, Niedernondorf, Niederwaltenreith, Obernondorf, Rappoltschlag, Waldhausen, Werschenschlag és Wiesenreith.
A környező önkormányzatok: délre Sallingberg, nyugatra Großgöttfritz, északra Zwettl, északkeletre Rastenfeld, keletre Lichtenau im Waldviertel.

## Története
Waldhausent írásban először 1346-ban említik, bár a térség a 12. században népesült be. Szt. Péternek és Pálnak szentelt templomát a 13. században alapították, de az egyházközség először a 14-15. századi püspökségi összeírásokban jelenik meg a mollenburgi uradalom részeként. A reformáció idején az egyházközség megszűnt, 1627-ben Ottenschlaffal egyesítették. II. József egyházreformját követően, 1783-ban lett ismét önálló. 
1968-ban a szomszédos Brand, Niedernondorf és Obernondorf községeket egyesítették Waldhausennel. Az egyesült nagyközség 1979-ben mezővárosi rangot kapott. 
2006-ban a Brand melletti erdőben találták meg Cellini arany sótartóját, amelyet a Bécsi Művészettörténeti Múzeumból loptak el.  

## Lakosság
A waldhauseni önkormányzat területén 2019 januárjában 1209 fő élt. A lakosságszám 1880-ban érte el csúcspontját 2021 fővel, azóta lassú, de folyamatos csökkenés tapasztalható. 2016-ban a helybeliek 98,3%-a volt osztrák állampolgár; a külföldiek közül 0,3% a régi (2004 előtti), 1,1% az új EU-tagállamokból érkezett. 2001-ben a lakosok 93,9%-a római katolikusnak, 1% mohamedánnak, 3% pedig felekezeten kívülinek vallotta magát. 
A lakosság számának változása:
| Lakosok száma | 1252 | 1215 | 1201 |
|               | 2016 | 2018 | 2022 |

## Látnivalók
- a Szt. Péter és Pál-plébániatemplom
- Brand Szt. György-plébániatemploma
- Niedernondorf Szt. Miklós-plébániatemploma
- Obernondorf Szt. Margit-temploma
- a niedernondorfi kastély

## Fordítás
- Ez a szócikk részben vagy egészben  a   Waldhausen (Niederösterreich) című német Wikipédia-szócikk ezen változatának fordításán alapul.  Az eredeti cikk szerkesztőit annak laptörténete sorolja fel. Ez a jelzés csupán a megfogalmazás eredetét és a szerzői jogokat jelzi, nem szolgál a cikkben szereplő információk forrásmegjelöléseként.